# Мосальское княжество
Мосальское княжество — одно из верхнеокских княжеств XIII—XV веков с центром в Мосальске. Удел Карачевского княжества.

## История

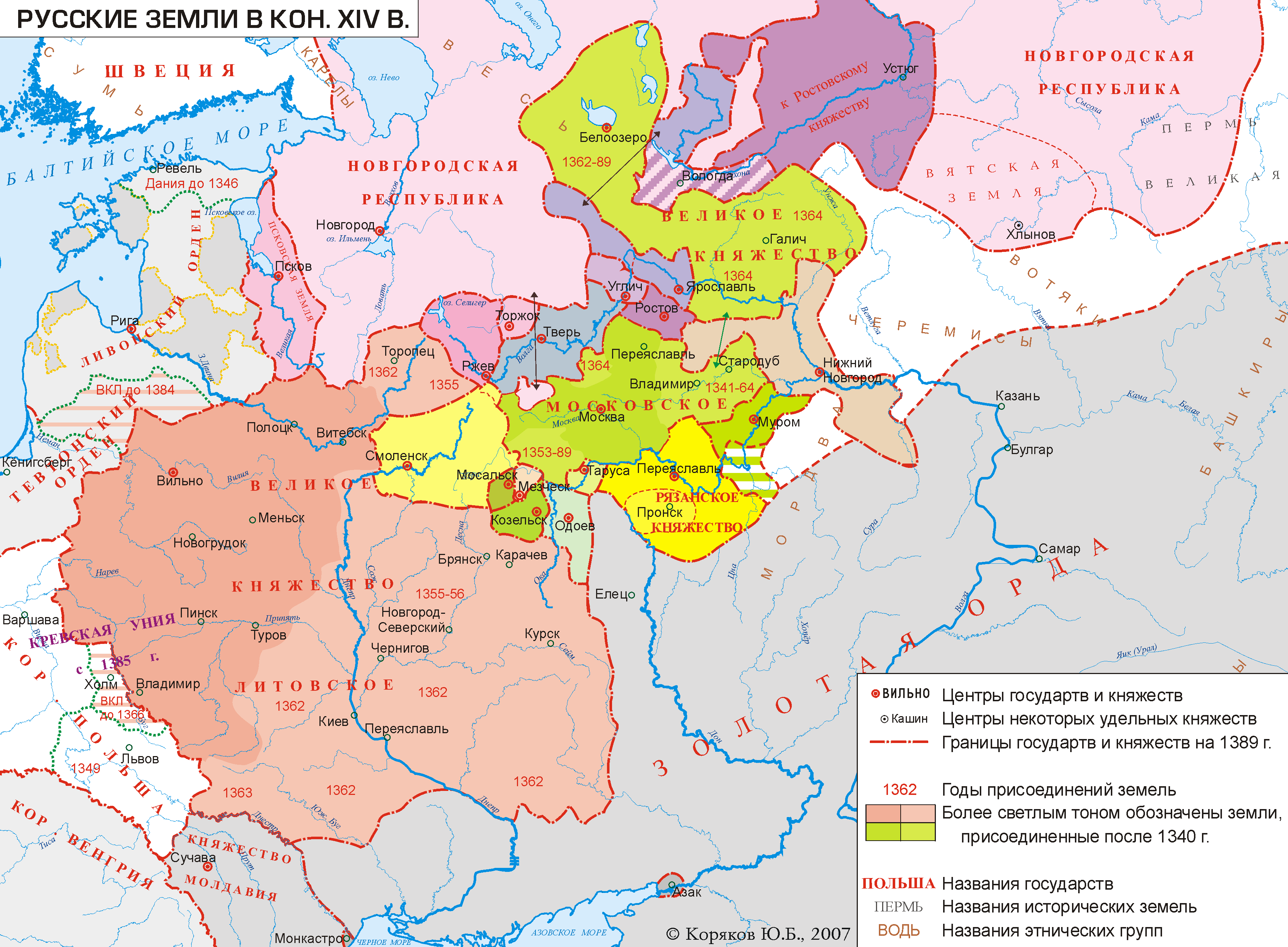
Русские земли в 1389 году

Непосредственным основателем Мосальского княжества и первым его князем был Юрий Святославович,  получивший Мосальск в удел непосредственно от своего отца Святослава Титовича, или сразу после его смерти, из состава Карачевского княжества.
Мосальское княжество занимало относительно небольшую территорию в бассейне рек Снопоть, верхнего течения р. Болва и верховий р. Угра. 
В начале XV века вошло в состав Великого княжества Литовского. По-видимому, мосальские князья сумели сохранить свой удел и при литовцах. Род князей Масальских продолжается и в XXI веке.
У князя Юрия Святославовича Мосальского было трое сыновей: Владимир, Василий и Семён Клубок, которые разделили после смерти своего отца Мосальское княжество на части (трети).
От Владимира Юрьевича Мосальского произошла первая линия рода князей Мосальских. У него было два сына: Тимофей (ум. 1505) и Олехно (ум. после 1500). Тимофей Владимирович Мосальский, наместник дубровенский, дважды ездил с литовским посольством в Москву. После включения Мосальского княжества в состав Русского государства князья Тимофей и Олехно Мосальские сохранили верность великому князю литовскому и получили от него новые земельные владения в Белоруссии (под Браславом и Волковыском). 
От Василия Юрьевича Мосальского произошла вторая линия князей Мосальских. У него было три сына: Семён, Михаил и Фёдор. Семён Васильевич Мосальский (ум. после 1495) скончался, не оставив после себя детей. Михаил Васильевич Мосальский (ум. после 1495) имел сыновей: Василий Литвин (ум. после 1521), родоначальник линии князей Литвиновых-Мосальских, Семён Старый (ум. после 1508), родоначальник линии князей Кольцовых-Мосальских, Пётр-Лев Мосальский (ум. 1495), Фёдор Мосальский (ум. после 1509), родоначальник первой линии князей Мосальских на Гродненщине, Борис Мосальский (ум. после 1516), родоначальник второй линии князей Мосальских на Гродненщине.
От Семёна Юрьевича Мосальского произошла третья линия князей Мосальских. У него было двое сыновей: Андрей и Семён. От Ивана Семёновича Мосальского произошли князья Клубковы-Мосальские и Горбатые-Мосальские, находившиеся на московской службе.          
В 1493 году Мосальск был взят войсками великого князя московского Ивана III Васильевича, а в 1500 году присоединён к Москве. Часть князей Мосальских осталась в литовском подданстве, а другая часть перешла на службу к великому князю московскому. На русскую службу перешли князья Дмитрий и Семён Ивановичи Клубковы-Мосальские, князь Василий Михайлович Литвин-Мосальский (позднее вернулся обратно в Литву), его старший сын Василий Литвин-Мосальский и племянники Василий Кольцо, Андрей, Роман и Петр Семёновичи Мосальские.

## Князья
- Юрий Святославович
- Владимир Юрьевич
- Василий Юрьевич
- Семён Юрьевич Клубок
- Семён Васильевич
- Михаил Васильевич
- Фёдор Васильевич
- Семён Михайлович Старый
- Пётр Михайлович
- Фёдор Михайлович
- Борис Михайлович
- Иван Михайлович  Воротынский
- Семён Фёдорович Воротынский